# أكلبترة غيليسة
أكلبترة غيليسة (الاسم العلمي:Acalyptris gielisi) هي نوع من الحشرات تتبع جنس الأكلبترة من فصيلة السليلات. سمي هذا النوع نسبةً إلى عالم طبيعة الهولندي كايس غيليس.